# Domínio euclidiano
Em álgebra abstrata, um domínio euclidiano (também chamado anel euclidiano) é um tipo de anel em que o algoritmo de Euclides pode ser usado.

## Definição
Formalmente, um domínio euclidiano é um domínio de integridade D em que se pode definir uma função v que leva os elementos não nulos de D a números inteiros não-negativos que satisfazem a seguinte propriedade (de divisão com resto):
- Se a e b estão em D e b não é nulo, então existem q e r em D tais que a = bq + r e vale r = 0 ou v(r) < v(b).

## Exemplos
- Z, o anel dos inteiros. Define-se v(n) = |n|, o valor absoluto de n.
- Z[i], o anel dos inteiros gaussianos. Define-se v(a+bi) = a2+b2, a norma do inteiro gaussiano a+bi.
- Z[ω] (em que ω é a uma das duas raízes cúbicas complexas de 1), o anel dos inteiros de Eisenstein. Define-se v(a+bω) = a2-ab+b2, a norma do inteiro de Eisenstein a+bω.
- K[x], o anel de polinômios sobre um corpo K. Para cada polinômio não-nulo f, define-se v(f) como o grau de f.
- K[[x]], o anel das séries de potência formais sobre o corpo K. Para cada série f não-nula, define-se v(f) como o grau da menor potência de x que ocorre em f.
- Qualquer anel de avaliação discreta. Define-se v(x) como a maior potência do ideal maximal M que contém x (de forma equivalente, a potência do gerador do ideal maximal a que x está associado). O caso K[[x]] é um caso particular
- Qualquer corpo. Define-se v(x) = 1 para todo x diferente de zero.

Os exemplos dos polinômios e das séries formais de potências são a principal razão para o domínio da função v excluir o zero.